# Перг

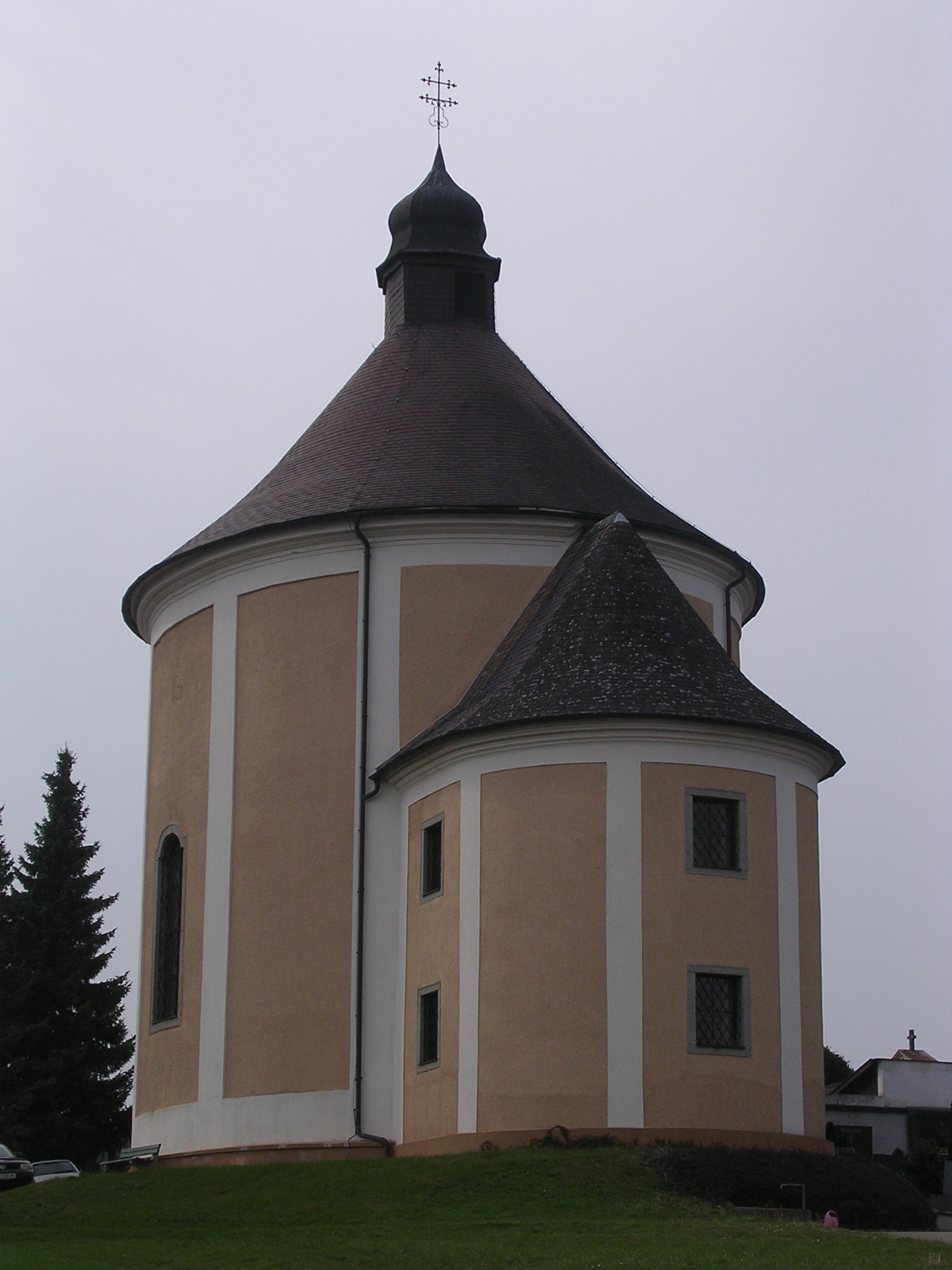
Церква в центрі міста

Перг – місто в Австрії, у федеральній землі Верхня Австрія, центр однойменного округу.

## Історія
Поселення виникло у східній частині Баварського герцогства. З XII століття місто належить Австрії. У 1269 році Перг отримав економічні привілеї від короля Оттокара Богемського. Перг отримав статус вільного імперського міста у 1542 році. Кілька разів місто було завойовано під час Наполеонівських війн.

## Пам’ятки
- Єдиноріг, велика скульптура, що зображує Єдинорога, який присутній у гербі міста;
- Kalvarienbergkirche (Церква Голгофи, 1734-1735) у стилі пізнього Бароко;
- Pranger («Ганебний стовп»), колона на головній площі міста, зведена 1587 року;
- Steinbrecherhaus (будинок робітників копалень), маленький будинок на старому кар’єрі з оригінальним обладнанням, зведений 1802 року.

| Австрія | Це незавершена стаття з географії Австрії. Ви можете допомогти проєкту, виправивши або дописавши її. |